# Euthore fasciata
Euthore fasciata – gatunek ważki z rodziny Polythoridae. Występuje na terenie Ameryki Południowej.